# Benedict Wong

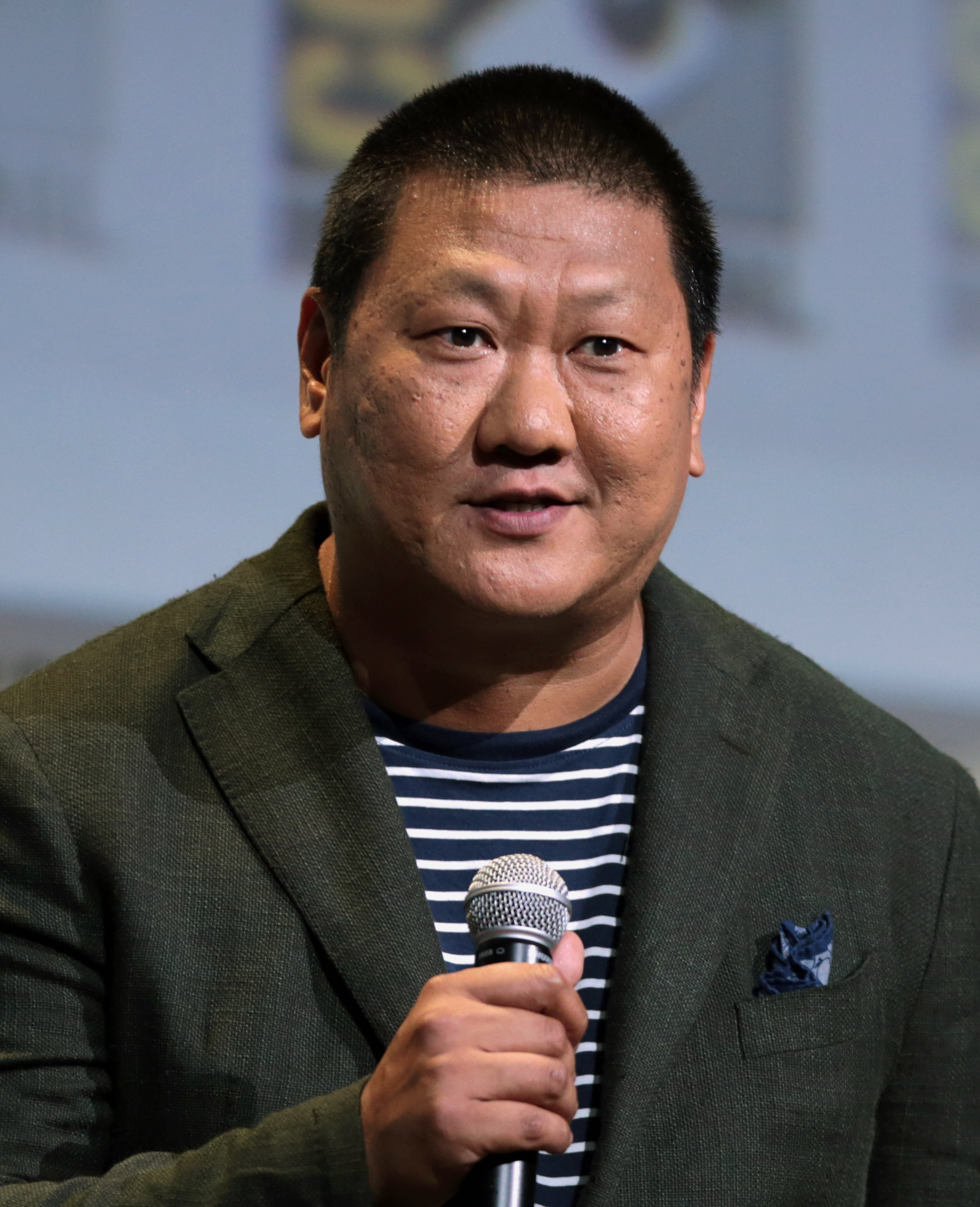
Wong auf der San Diego Comic-Con 2016

Benedict Wong (chinesisch 王漢斌 / 王汉斌, Pinyin Wáng Hànbīn, Jyutping Wong4 Hon3ban1; * 3. Juni 1971 in Salford, Greater Manchester) ist ein britischer Schauspieler.

## Leben
Wong wuchs in Salford im Großraum Manchester auf und besuchte dort das Salford College. Seine Eltern stammen aus Hongkong und waren über Irland nach England eingewandert.
Ab 1993/94 trat Wong in professionellen Produktionen auf, war aber aufgrund seiner Herkunft lange Zeit auf klischeebehaftete Chinesen-Nebenrollen beschränkt. 1998 und 1999 spielte er im neuen Globe Theatre in London in mehreren Shakespeare-Stücken mit.
Seinen Durchbruch hatte er 2002 mit der Polizeiserie The Bill, der Britcom 15 Storeys High und besonders dem Film Kleine schmutzige Tricks, für den er eine BIFA-Nominierung als bester Nebendarsteller erhielt. Seitdem war Wong auch an großen Hollywood-Produktionen wie Prometheus beteiligt. Daneben spielt er immer noch Theater, so 2012 Laertes in Hamlet im Young Vic, 2013 die Hauptrolle in #aiww: The Arrest of Ai Weiwei im Hampstead Theatre, und den Dissidenten Zhang Lin in Chimerica im Almeida Theatre.
Von 2014 bis 2016 war er in der Netflix-Serie Marco Polo zu sehen, wo er die Hauptrolle des Mongolenkaisers Kublai Khan spielte. Für die Rolle nahm er über 30 Pfund (etwa 14 kg) zu. 2016 übernahm er die Rolle von Dr. Stephen Stranges Verbündetem Wong in der Marvel-Comicverfilmung Doctor Strange. 2022 spielte er auch in der Fortsetzung Doctor Strange in the Multiverse of Madness mit und verkörperte Wong in (Stand Oktober 2022) acht Produktionen für Kino und Fernsehen, womit er sich als einer der präsentesten Charaktere das MCU etablierte.
2018 wurde er in die Academy of Motion Picture Arts and Sciences berufen, die jährlich die Oscars vergibt.

## Filmografie (Auswahl)
- 1995: Die Rembrandt-Connection (Night Watch, Fernsehfilm)
- 1997: Supply & Demand (Fernsehfilm)
- 1997: Breakout (Fernsehfilm)
- 2001: Wit (Fernsehfilm)
- 2001: Spy Game – Der finale Countdown (Spy Game)
- 2001: Double Happiness (Kurzfilm)
- 2002: Kleine schmutzige Tricks (Dirty Pretty Things)
- 2002: The Bill (Fernsehserie, fünf Folgen)
- 2002–2004: 15 Storeys High (Fernsehserie, zwölf Folgen)
- 2003: Mord auf Seite eins (State of Play, Fernsehserie, sechs Folgen)
- 2005: An einem klaren Tag (On a Clear Day)
- 2007: Sunshine
- 2008: Largo Winch – Tödliches Erbe (Largo Winch)
- 2009: Moon
- 2010: Shanghai
- 2010: The IT Crowd (Fernsehserie, Folge 4x02)
- 2011: The Lady
- 2011: Johnny English – Jetzt erst recht! (Johnny English Reborn)
- 2011–2022: Top Boy (Fernsehserie, sechs Folgen)
- 2012: Prometheus – Dunkle Zeichen (Prometheus)
- 2013: Kick-Ass 2
- 2013: Redemption – Stunde der Vergeltung (Hummingbird)
- 2013: The Wrong Mans – Falsche Zeit, falscher Ort (The Wrong Mans, Fernsehserie, drei Folgen)
- 2014–2016: Marco Polo (Fernsehserie)
- 2015: Der Marsianer – Rettet Mark Watney (The Martian)
- 2016: Doctor Strange
- 2016: Black Mirror (Fernsehserie, Folge 3x06)
- 2017: 2036: Nexus Dawn (Kurzfilm)
- 2017: Philip K. Dick’s Electric Dreams (Fernsehserie, Folge 1x02)
- 2018: Auslöschung (Annihilation)
- 2018: Avengers: Infinity War
- 2018–2019: Deadly Class (Fernsehserie, 10 Folgen)
- 2019: Avengers: Endgame
- 2019: The Personal History of David Copperfield
- 2019: Gemini Man
- 2019: Susi und Strolch (Lady and the Tramp, Stimme)
- 2019: Der dunkle Kristall: Ära des Widerstands (The Dark Crystal: Age of Resistance, Fernsehserie)
- 2020: Nine Days
- 2020: What We Do in the Shadows (Fernsehserie, Folge 2x01)
- 2021: Raya und der letzte Drache (Raya and the Last Dragon, Stimme)
- 2021: Shang-Chi and the Legend of the Ten Rings
- 2021: What If…? (Fernsehserie, Folge 1x04, Stimme)
- 2021: Die Flummel (Extinct, Stimme)
- 2021: Spider-Man: No Way Home
- 2022: Doctor Strange in the Multiverse of Madness
- 2022: She-Hulk: Die Anwältin (She-Hulk: Attorney at Law, Miniserie, 3 Folgen)
- 2023: The Magician’s Elephant (Stimme)
- 2024: 3 Body Problem (Fernsehserie)
- 2025: Weapons – Die Stunde des Verschwindens (Weapons)